# 掬粋巧芸館
掬粋巧芸館（きくすいこうげいかん）は、山形県川西町に所在する山形県の登録博物館。運営は、一般財団法人掬粋巧芸館。開設者である井上酒造（現・樽平酒造）10代目・井上庄七が収集した日本・中国・朝鮮を中心とした東洋陶磁の600点弱を収蔵している。開館は1932年（昭和7年）で、日本の私立美術館の中でも歴史の古いものの一つである。所蔵品のうち、「染付飛鳳唐草文八角瓢形花生」（そめつけひほうからくさもんはっかくひさごがたはないけ、重要文化財）は、元代青花磁器の世界的名品として知られる。残念ながら現在は休館中である。

## 主な収蔵品

### 陶磁器
重要文化財
- 染付飛鳳唐草文八角瓢形花生

中国景徳鎮で元代に発達した染付（青花）磁器の作品。染付とは、白磁の釉下に青の絵付けを施したもので、素地に呉須（酸化コバルト）で絵付けをした後、透明釉を掛けて焼成する。本品は上半部には飛鳳文、下半部は八角形に面取りした各面に飛鳳文と草虫文を表し、口縁部、底部、中央部にはそれぞれ蓮弁文を表す。元時代には染付（中国では「青花」という）の名品が多いが、本品のような瓢形（ひょうたん形）で八角に面取りした複雑な器形の遺品は極めて少なく、同様の品は英国・デイヴィッド財団、トルコ、イスタンブールのトプカプ宮殿博物館にそれぞれ一点ずつ存在するのみである。
重要美術品
- 白地黒掻落牡丹文瓶（しろじくろかきおとしぼたんもんへい） 宋時代・磁州窯
- 白釉黒花牡丹文梅瓶（はくゆうこっかぼたんもんめいぴん） 宋時代・磁州窯
- 五彩獅子文盤 明時代
- 五彩龍鳳文壺 明時代

### 甲冑
- 前田慶次所用　素懸白糸威朱塗五枚胴具足

平成21年（2009年）、40年ぶりに特別展示された。通常は非公開である。
- 甘糟景継所用　紺糸威胴丸具足（山形県指定文化財）

### 建造物
登録有形文化財
- 掬粋巧芸館本館 - 1932年建設。土蔵造。収蔵庫と展示室を兼ねた建物で、日本の美術館建築の中でも古いものの一つである。
- 掬粋巧芸館日本館 - 1938年建設。石造。

「樽平酒造」の本館ならびに酒蔵等の蔵6棟も登録有形文化財である。

## 所在地
- 山形県東置賜郡川西町大字中小松2886

## 交通
- JR羽前小松駅から徒歩15分。駐車場10台。

## 開館時間・休館日
- 開館 4月 - 11月　9:00 - 16:00（受付は15時半まで）
- 休館 月曜日 及び 12月～3月（冬期）
- 入館は有料。受付は隣接する「樽平酒造株式会社」で行っている。